# 三入村
三入村（みいりむら）は、広島県安佐郡にあった村。現在の広島市安佐北区の一部にあたる。

## 地理
- 河川：根谷川[2]、桐原川[3]、南原川[4]

## 歴史
- 1889年（明治22年）4月1日、町村制の施行により、高宮郡南原村、下町屋村、上町屋村、桐原村が合併して村制施行し、三入村が発足[1][5]。旧村名を継承した南原、下町屋、上町屋、桐原の4大字を編成[5]。
- 1898年（明治31年）10月1日、郡の統合により安佐郡に所属[1][5]。
- 1955年（昭和30年）3月31日、安佐郡可部町、亀山村、大林村と合併し、可部町が存続して廃止された[1][5]。

### 地名の由来
次の諸説あり。
1. 下町屋、上町屋、桐原の氏神三入神社にちなむ。
2. 村内を流れる3つの川にちなむ。

## 産業
- 農業、清酒・醤油醸造[5]

## 教育
- 1913年（大正2年）農業補習学校開校[5]